# Радко Калайджиев
Радко Калайджиев (роден на 28 септември 1967) е бивш български футболист, нападател.
Роден е на 28 септември 1967 г. в село Катунец, Ловешко. Висок е 173 см и тежи 70 кг. Играл е за Берое, ЦСКА, Литекс, Арсенал-Розова долина, Етникос (Гърция) и Ксамакс (Швейцария). В А група има 216 мача и 43 гола. Шампион на България през 1986 г. с Берое. В турнира за Купата на европейските шампиони е изиграл 2 мача за Берое. Участник с младежкия национален отбор на Световни първенства – Москва, Русия – 6-о място 1985 г. (играе 4 мача, вкарва 1 гол) и 8-о място в Чили през 1987 г. (4 мача и 1 гол). С юношеския национален отбор-до 19 години участва на Европейското първенство в ГДР – 6-о място. За А националния отбор има 2 мача, а за младежкия национален има 38 мача и 14 гола. Избран за най-добър футболист в Тулон, Франция, 1989 г. Младежки шампион с „Берое“ през 1986 г. Президент на „Берое“ 1995/96 година с Иво Балъков.

## Статистика по сезони
- Берое – 1983/84 – А група – 11 мача/2 голa
- Берое – 1984/85 – А група – 22/1
- Берое – 1985/86 – А група – 4/1
- Берое – 1987/88 – А група – 22/6
- Берое – 1988/89 – А група – 29/10
- Берое – 1989/90 – А група – 30/8
- Берое – 1991/пр. – А група – 12/3
- Етникос – 1991/92 – Суперлига – 18/1
- Берое – 1992/93 – А група – 17/0
- Берое – 1993/94 – А група – 20/2
- Берое – 1994/ес. – А група – 15/4
- ЦСКА – 1995/пр. – А група – 3/0
- Ловеч – 1995/96 – А група – ?/?
- Арсенал-Розова долина – 1997 – 1999 г., В група, 54/18

## Треньор
- Розова долина (Казанлък) – 1999/2000, 2005 г. и 2008-
- Загорец (Нова Загора) – 2003 г.
- „Берое“ – помощник-треньор на Илия Илиев – 2002/ес. и на Илиян Илиев – от есента на 2006 г.